# Berstdruck

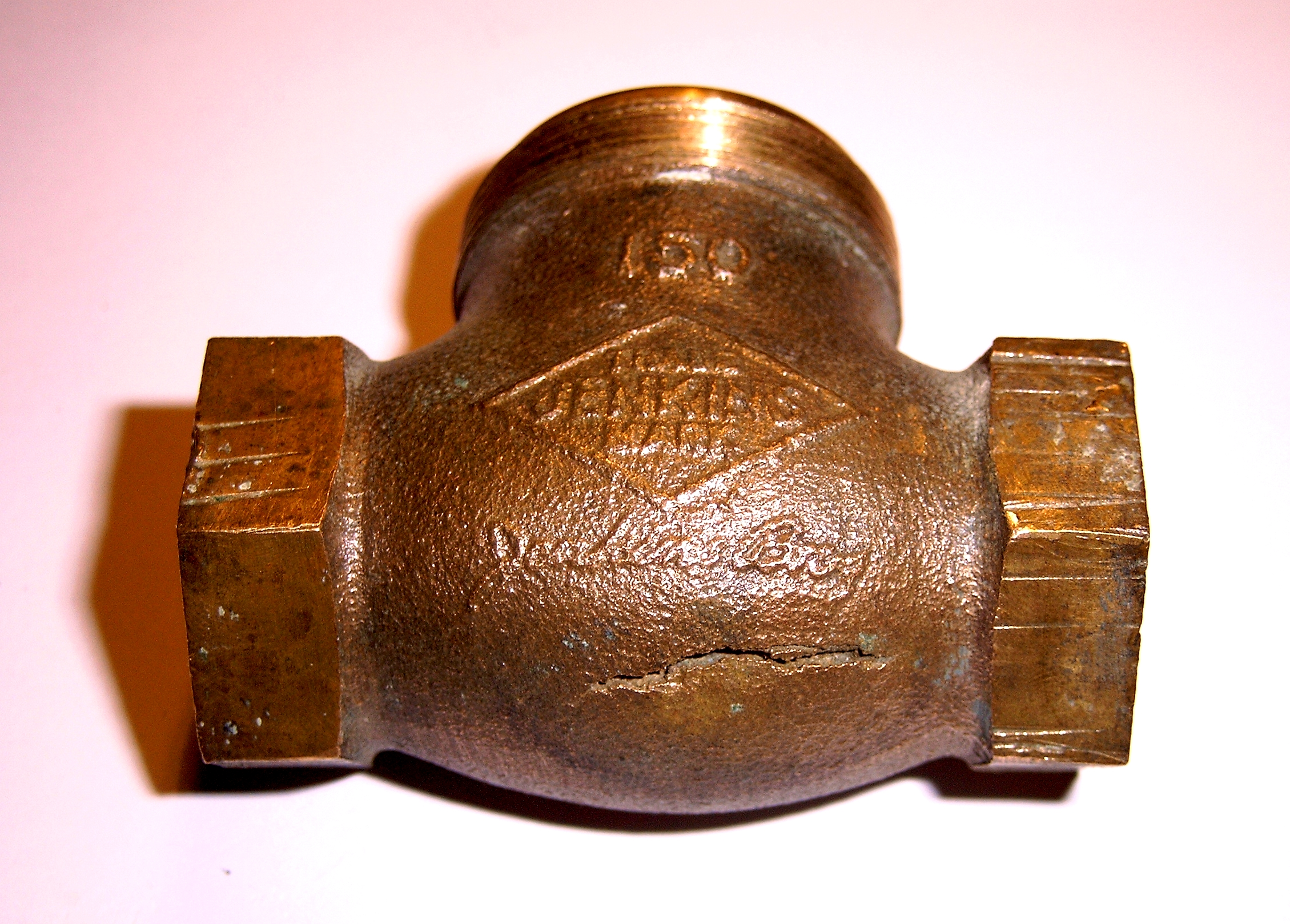
Ein durch Frost geplatztes Absperrventil verursachte einen Wasserschaden

Der Berstdruck ist ein Fachbegriff aus der Technik, der ein Qualitätsmerkmal für Rohre, Schläuche, Luftreifen, Behälter und Druckbehälter, sowie für Folien, Membranen, Papiere und Pappen darstellt. Er ist zudem eine bestimmende Größe beim Zerstören unterirdisch verlegter Rohre zu Sanierungszwecken. Die belasteten Elemente versagen bei Erreichen des Berstdrucks, dies kann bei plötzlichem Versagen eine Explosion erzeugen. Der Berstdruck wird mit geeigneten Prüfverfahren ermittelt und in kPa oder bar angegeben. Er ist üblicherweise um ein Vielfaches höher als der zulässige Nenndruck.
Für Folien, Papiere, Kartone und Pappen wird entsprechend der Norm ISO 2759 (früher in Deutschland DIN 53141) der Berstdruck zur Material-Spezifikation ermittelt und in kPa angegeben.
Die Berstdruckversuche werden nach ISO 2758 durchgeführt. Dabei wird die Materialprobe kreisförmig auf einer Membran eingespannt, welche sich unter Druckeinwirkung wölbt und die Materialprobe zum Bersten bringt. Der beim Berstvorgang auf die Membran wirkende hydraulische Druck ist zugleich der Berstdruck des zu untersuchenden Materials.
Des Weiteren ist der Berstdruck eine bestimmende Größe bei der unterirdischen Sanierung und Zerstörung von Altrohren, wo unter der Einwirkung eines Berstkörpers auf die Rohrinnenwandung diese zerstört und die Rohre abgetragen werden können.